# مسجد محمد السادس (دار السلام)
مسجد محمد السادس، يقع المسجد في مدينة دار السلام عاصمة تنزانيا سابقاً في إفريقيا، يعد مجمع المسجد أيضًا بمثابة المقر الرئيسي للمجلس الوطني الإسلامي في تنزانيا.

## الوصف
بني المسجد بتمويل من الدولة المغربية، وعلى طراز هندسة العمارة المغربية.
تبلغ مساحة المسجد مع المرافق التابعة له حوالي 7400 متر مربع، ويتسع ل 5000 مصل.
يضم مجمع المسجد مرافق،منها: مكتبة وقاعة محاضرات ومركز إداري وثقافي وساحة عامة وحدائق.